# Davide Marfella
Davide Marfella (Pozzuoli, Nápoles, 15 de septiembre de 1999) es un futbolista italiano. Juega de guardameta.

## Trayectoria
Se formó en la Puteolana, club de su ciudad natal, y el Napoli. En agosto de 2017, fue cedido por el equipo sub-19 del Napoli al Vis Pesaro de la Serie D. La temporada siguiente, fue cedido a otro club de la familia De Laurentiis, el Bari, que adquirió su pase en julio de 2019. En agosto de 2021, fichó otra vez por el Napoli, siendo el tercer guardameta del equipo azzurro por detrás de Alex Meret y David Ospina. Debutó en la Serie A el 22 de mayo de 2022 contra el Spezia, en la última fecha de la temporada, sustituyendo a Alex Meret en el minuto 80'; el partido terminó y el resultado es 3 a 0 a favor del Napoli. Con el Napoli se consagró campeón del Scudetto en la temporada 2022-23. El 12 de septiembre de 2023, fichó libre por la Casertana de la Serie C.

## Clubes
| Club                   | País   | Año       |
| ---------------------- | ------ | --------- |
| Vis Pesaro (cedido)    | Italia | 2017-2018 |
| S. S. C. Bari (cedido) | Italia | 2018-2019 |
| S. S. C. Bari          | Italia | 2019-2021 |
| S. S. C. Napoli        | Italia | 2021-2023 |
| Casertana F. C.        | Italia | 2023-2024 |
| S. S. C. Bari          | Italia | 2024-2025 |

## Palmarés

### Campeonatos nacionales
| Título  | Club            | País   | Año     |
| ------- | --------------- | ------ | ------- |
| Serie A | S. S. C. Napoli | Italia | 2022-23 |